# Nissetjärnen (Jörns socken, Västerbotten, 725136-170463)
Nissetjärnen är en sjö i Skellefteå kommun i Västerbotten och ingår i Byskeälvens huvudavrinningsområde.